# ヤンディ・ムナワル
ヤンディ・ムナワル（インドネシア語: Yandi Munawar、1992年5月25日 - ）は、インドネシアのサッカー選手。西ジャワ州ガルッ出身。ポジションはフォワード。

## 経歴
2011年、アルフィン・トゥアサラモニー、イェリコ・クリスチャントコとともにベルギー二部リーグのCSヴィゼへと移籍した。
2014年にはブリズベン・ロアーFCユースにアレマ・インドネシアFCからレンタル移籍した。このクラブでは13試合に出場し2得点を挙げた。
同年12月にはプルシブ・バンドンに移籍。2015年2月25日に行われたAFCカップ2015のニュー・ラディアントSC戦で途中交代から初出場し、その試合で早速1得点を挙げた。

## 人物
兄のザエナル・アリフもサッカー選手である。

## 個人成績
2015年5月27日現在

### クラブ
| 2011-12        | ヴィゼ             | 99             | プロキシマス   | 15       | 0                 | 0          | 0          | 15       | 0        |
| 2012-13        | ヴィゼ             | 99             | プロキシマス   | 6        | 0                 | 0          | 0          | 6        | 0        |
| インドネシア   | インドネシア       | インドネシア   | インドネシア   | リーグ戦 | リーグ戦          | オープン杯 | オープン杯 | 期間通算 | 期間通算 |
| 2013           | アレマ             |                | スーパー       | 0        | 0                 | -          | -          | 0        | 0        |
| 2014           | アレマ             |                | スーパー       | 0        | 0                 | -          | -          | 0        | 0        |
| オーストラリア | オーストラリア     | オーストラリア | オーストラリア | リーグ戦 | リーグ戦          | FFA杯      | FFA杯      | 期間通算 | 期間通算 |
| 2014           | ブリズベン・ユース |                | NPLQ           | 13       | 2                 |            |            |          |          |
| インドネシア   | インドネシア       | インドネシア   | インドネシア   | リーグ戦 | リーグ戦          | オープン杯 | オープン杯 | 期間通算 | 期間通算 |
| 2015           | バンドン           | 99             | スーパー       |          |                   |            |            |          |          |
| 通算           | ベルギー           | ベルギー       | プロキシマス   | 15       | 0                 | 0          | 0          | 15       | 0        |
| 通算           | インドネシア       | インドネシア   | スーパー       | 0        | 0                 | 0          | 0          | 0        | 0        |
| 通算           | オーストラリア     | オーストラリア | NPLQ           | 13       | 2\|\|\|\|\|\|\|\| |            |            |          |          |
| 総通算         | 総通算             | 総通算         | 総通算         | 28       | 2\|\|\|\|\|\|\|\| |            |            |          |          |

### 代表
U-23代表での得点
| # | 日附           | 場所                                         | 対戦相手           | 得点 | 結果 | 大会                   |
| - | -------------- | -------------------------------------------- | ------------------ | ---- | ---- | ---------------------- |
| 1 | 2013年11月22日 | ジャカルタ・ゲロラ・ブン・カルノ・スタジアム | パプアニューギニア | 2–0  | 6–0  | MNCカップ2013          |
| 2 | 2013年11月22日 | ジャカルタ・ゲロラ・ブン・カルノ・スタジアム | パプアニューギニア | 4–0  | 6–0  | MNCカップ2013          |
| 3 | 2013年12月9日  | ヤンゴン・トゥウンナ・スタジアム             | カンボジア         | 1–0  | 1–0  | 東南アジア競技大会2013 |

## タイトル
インドネシアU-23
- イスラム連帯競技大会

銀メダル: 2013
- 東南アジア競技大会

銀メダル: 2013